# Strongylidium
Genre
Strongylidium est un genre de Ciliés de la famille des Strongylidiidae ou des Urostylidae.

## Étymologie
Le nom Strongylidium est dérivé du grec ancien στρογγ / strong, « arrondir » (et non de l'anglais strong, fort), lui-même issu du grec ancien στρογγύλος / strongýlos, « arrondi, cylindrique », en référence à la forme générale de ce cilié.

## Description
Alfred Kahl (1932) a défini Strongylidium comme un genre avec deux rangées de cirres marginales disposées en spirale et deux rangées de cirres ventrales en spirale, une courte extrémité postérieure du corps en forme de queue ou aiguë et aucun cirre transversal,. Kahl voit dans le genre Strongylidium un lien entre les genres Uroleptus (famille des Rigidothrichidae) et Stichotricha (famille des Spirofilidae).

## Habitat et répartition
Strongylidium est un genre marin et d'eau douce qui a rarement été observé. En 2018 deux nouvelles espèces ont été découvertes et étudiées en Chine : Strongylidium guangdongense et Strongylidium wuhanense respectivement dans une mangrove de la réserve naturelle de Shenzhen et un étang d'eau douce du jardin botanique de Wuhan.

## Liste des espèces
Selon GBIF (16 octobre 2023) :
- Strongylidium bacilliforme (Gelei, 1954) Stiller, 1975[5]
- Strongylidium californicum Kahl, 1932
- Strongylidium caudatum Kahl, 1932
- Strongylidium contortus (Gelei, 1954) Borror, 1972[5]
- Strongylidium coronatum Vuxanovici, 1963[5]
- Strongylidium crassum Sterki, 1878
- Strongylidium crepidatum Wang, 1940
- Strongylidium deflectum (Tucolesco, 1962b) Borror, 1972[5]
- Strongylidium labiatum Kahl, 1932
- Strongylidium lanceolatum Kowalewski, 1882
- Strongylidium maritimum Wang & Nie, 1932
- Strongylidium marititum Wang & Nie, 1932
- Strongylidium martimum
- Strongylidium microstoma Dragesco & Dragesco-Kernéis, 1986
- Strongylidium mucicola Kahl, 1932
- Strongylidium muscorum Kahl, 1932
- Strongylidium packii Calkins, 1902
- Strongylidium polystichum Kahl, 1932
- Strongylidium pseudocrassum Wang & Nie, 1935[5]

## Systématique
Le nom valide de ce taxon est Strongylidium Sterki (d), 1878.